# Crann Úll
Crann Ull to piąty album irlandzkiej grupy folkowej o nazwie Clannad. Został wydany w roku 1980 przez wydawnictwo Tara Records. To był pierwszym album w nagraniu którego uczestniczyła Eithne Ní Bhraonáin znana jako Enya. Enya jest młodszą siostrą Moyi (Moya Brennan albo Máire Ní Bhraonáin) i wspomagała ją wokalnie w nagraniu utworu "Gathering Mushrooms". Tytuł płyty "Crann Ull" znaczy tyle, co jabłoń.

## Lista utworów
| 1. | "Ar a Ghabháil 'n a 'Chuain Domh"                              | 3:28  |
|    |                                                                |       |
| 2. | "The Last Rose of Summer"                                      | 4:17  |
|    |                                                                |       |
| 3. | "Crúiscín Lán"                                                 | 2:34  |
|    |                                                                |       |
| 4. | "Bacach Shíle Andaí"                                           | 2:33  |
|    |                                                                |       |
| 5. | "Lá Coimhthíoch Fán dTuath (A Strange Day in the Countryside)" | 3:49  |
|    |                                                                |       |
| 6. | "Crann Ull"                                                    | 3:44  |
|    |                                                                |       |
| 7. | "Gathering Mushrooms"                                          | 2:40  |
|    |                                                                |       |
| 8. | "Bunán Buí"                                                    | 4:17  |
|    |                                                                |       |
| 9. | "Planxty Browne"                                               | 4:13  |
|    |                                                                |       |
|    |                                                                | 31:35 |
|    |                                                                |       |